# إرفين والدنير
إرفين والدنير (بالألمانية: Erwin Waldner) هو لاعب كرة قدم ألماني في مركز الهجوم، ولد في 24 يناير 1933 في نورتينغن في ألمانيا، وتوفي بنفس المكان في 18 أبريل 2015. شارك مع منتخب ألمانيا لكرة القدم. أما مع النوادي، فقد لعب مع نادي زيورخ ونادي سبال ونادي شتوتغارت.

## وصلات خارجية
- الموقع الرسمي
- إرفين والدنير على موقع قاعدة بيانات كرة القدم.إي يو (الإنجليزية)
- إرفين والدنير على موقع بيانات كرة القدم. دي إي (الألمانية)
- إرفين والدنير على موقع ناشيونال فوتبول تيمز (الإنجليزية)
- إرفين والدنير على موقع عالم كرة القدم.نت (الإنجليزية)